# オデッテ・ジュフリーダ

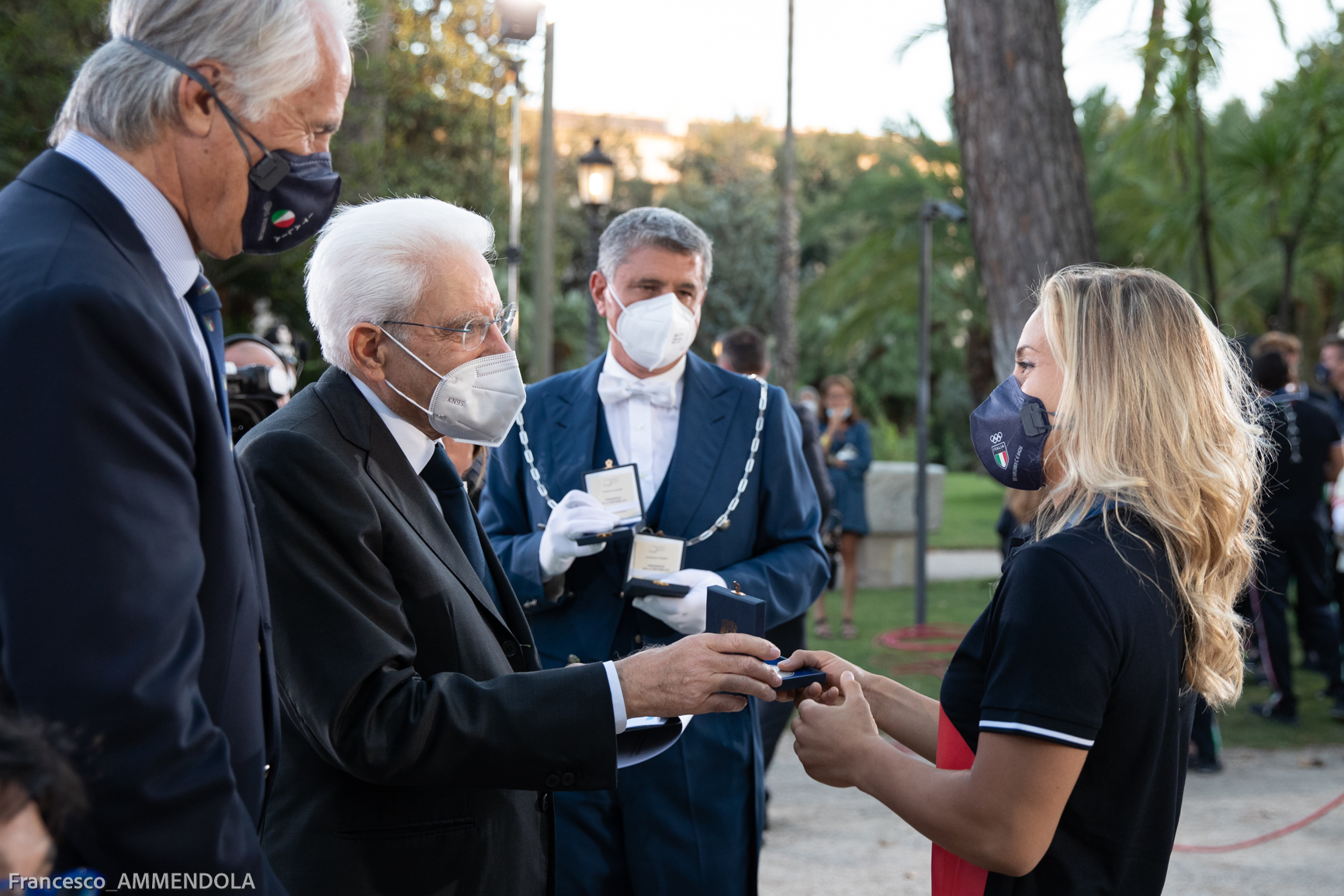

オデッテ・ジュフリーダ（Odette Giuffrida 1994年10月12日- ）は、イタリアのローマ出身の柔道選手。階級は52kg級。身長160cm。

## 人物
柔道は6歳の時に始めた。2009年にヨーロッパカデ選手権とヨーロッパユースオリンピックフェスティバルの48kg級で優勝すると、世界カデでは2位となった。2010年にはヨーロッパカデ選手権で2連覇した。2011年からは4年連続してU23ヨーロッパ選手権で3位となった。2012年には階級を52kg級に上げた。2013年のヨーロッパジュニアで優勝すると、世界ジュニアでは3位に入った。2014年のヨーロッパジュニアでは2連覇を飾った。2015年からは新たにジェネラルマネージャーに就任した村上清に指導されることとなった。世界ランキング上位選手で争われるワールドマスターズでは準々決勝で日本の中村美里に指導1で敗れるも、3位入賞を果たした。2016年のリオデジャネイロオリンピックでは決勝まで進むも、コソボのマイリンダ・ケルメンディと対戦し有効で敗れたが銀メダルを獲得した。2020年のヨーロッパ選手権では優勝した。2021年7月に日本武道館で開催された東京オリンピックでは準決勝で阿部詩に技ありで敗れるも3位になった。2023年の世界選手権では3位に入った。2024年の世界選手権では準決勝でフランスのアマンディーヌ・ブシャールに反則勝ちすると、決勝でウズベキスタンのディヨラ・ケルディヨロワを技ありで破って優勝した。続くパリオリンピックでは5位に終わった。
IJF世界ランキングは1912ポイント獲得で8位(25/4/21現在)。

## 主な戦績
48kg級での戦績
- 2009年 - ヨーロッパカデ選手権　優勝
- 2009年 - ヨーロッパユースオリンピックフェスティバル　優勝
- 2009年 - 世界カデ　2位
- 2010年 - ヨーロッパカデ選手権　優勝
- 2011年 - U23ヨーロッパ選手権　3位

52kg級での戦績
- 2012年 - U23ヨーロッパ選手権　3位
- 2013年 - ヨーロッパ選手権　5位
- 2013年 - ヨーロッパジュニア　優勝
- 2013年 - 世界ジュニア　3位
- 2013年 - U23ヨーロッパ選手権　3位
- 2014年 - グランプリ・サムスン　2位
- 2014年 - ヨーロッパオープン・マドリード　優勝
- 2014年 - グランプリ・ブダペスト　2位
- 2014年 - ヨーロッパジュニア　優勝
- 2014年 - U23ヨーロッパ選手権　3位
- 2015年 - グランプリ・トビリシ　3位
- 2015年 - ワールドマスターズ　3位
- 2015年 - ヨーロッパ競技大会　　団体戦　3位
- 2015年 - 世界選手権 5位
- 2016年 -　グランプリ・ハバナ　3位
- 2016年 -　ヨーロッパオープン・ローマ　優勝
- 2016年 - グランプリ・トビリシ　優勝
- 2016年 -　グランドスラム・バクー　2位
- 2016年 -　ワールドマスターズ　3位
- 2016年 -　リオデジャネイロオリンピック 2位
- 2017年 - グランプリ・カンクン　3位
- 2018年 - 地中海競技大会　2位
- 2018年 -　グランドスラム・アブダビ　優勝
- 2019年 - グランドスラム・パリ　3位
- 2019年 - グランドスラム・デュッセルドルフ　3位
- 2019年 - グランプリ・トビリシ　優勝
- 2019年 - ヨーロッパ競技大会　5位
- 2019年 - グランドスラム・ブラジリア　優勝
- 2019年 -　グランドスラム・アブダビ　2位
- 2020年 -　グランドスラム・パリ　2位
- 2020年 - ヨーロッパ選手権　優勝
- 2021年 -　グランドスラム・トビリシ　優勝
- 2021年 -　ヨーロッパ選手権　2位
- 2021年 -　東京オリンピック　3位
- 2022年 -　グランドスラム・テルアビブ 3位
- 2022年 -　グランドスラム・アンタルヤ　3位
- 2022年 -　グランドスラム・アブダビ　3位
- 2022年 -　グランドスラム・バクー　3位
- 2022年 -　ワールドマスターズ 3位
- 2023年 -　グランドスラム・テルアビブ　3位
- 2023年 -　世界選手権　3位
- 2023年 -　グランドスラム・アスタナ　優勝
- 2023年 -　ヨーロッパ競技大会　団体戦　3位
- 2023年 -　グランドスラム・バクー　3位
- 2023年 - グランドスラム・アブダビ 優勝
- 2024年 -　グランドスラム・バクー　2位
- 2024年 -　ヨーロッパ選手権 2位
- 2024年 - 世界選手権　優勝
- 2024年 - パリオリンピック　5位
- 2025年 - ヨーロッパ選手権　2位

(出典、JudoInside.com)